# Sousceyrac-en-Quercy
Sousceyrac-en-Quercy es una comuna nueva francesa situada en el departamento de Lot, de la región de Occitania.

## Historia
Fue creada el 1 de enero de 2016, en aplicación de una resolución del prefecto de Lot de 29 de septiembre de 2015 con la unión de las comunas de Calviac, Comiac, Lacam-d'Ourcet, Lamativie y Sousceyrac, pasando a estar el ayuntamiento en la antigua comuna de Sousceyrac.

## Demografía
| Gráfica de evolución demográfica de Sousceyrac-en-Quercy entre 1901 y 2013 |
|                                                                            |

Los datos entre 1800 y 2013 son el resultado de sumar los parciales de las cinco comunas que forman la nueva comuna de Sousceyrac-en-Quercy, cuyos datos se han cogido de 1800 a 1999, para las comunas de Calviac, Comiac, Lacam-d'Ourcet, Lamativie y Sousceyrac de la página francesa EHESS/Cassini. Los demás datos se han cogido de la página del INSEE.

## Composición
| Comuna delegada | Código INSEE | Población (2013) | Superficie (km²) | Densidad (hab./km²) |
| --------------- | ------------ | ---------------- | ---------------- | ------------------- |
| Calviac         | 46048        | 145              | 26.49            | 5                   |
| Comiac          | 46071        | 222              | 29.27            | 8                   |
| Lacam-d'Ourcet  | 46141        | 112              | 14.08            | 8                   |
| Lamativie       | 46150        | 58               | 12.82            | 4                   |
| Sousceyrac      | 46311        | 878              | 57.64            | 15                  |